# Allà on viuen els monstres (pel·lícula)
Allà on viuen els monstres (títol original en anglès Where the Wild Things Are) és una pel·lícula de 2009 dirigida per Spike Jonze, basada en el llibre infantil de Maurice Sendak Allà on viuen els monstres, i que combina imatges reals amb intèrprets caracteritzats, animatrònica i imatges generades per ordinador. El 2010 va estar nominada al Globus d'Or a la millor banda sonora original, per Carter Burwell i Karen O. La pel·lícula s'ha doblat al català.

## Argument
Es tracta d'una adaptació del clàssic llibre infantil de Maurice Sendak, en el qual Max (Max Records), un nen de nou anys desobedient, fuig de casa després d'haver discutit amb la seva mare. Surt a la recerca de la Terra de les Coses Salvatges, endinsant-se en un bosc misteriós i ple de perills (creat per la seva pròpia imaginació), que està habitat per feroces criatures salvatges que el coronen com el seu rei.

## Repartiment
- Max Records és Max, un nen solitari de nou anys amb molta imaginació
- Catherine Keener és Connie, la mare de Max
- Mark Ruffalo és Adrian, el xicot de Connie
- Pepita Emmerichs és Claire, la germana de Max
- Steve Mouzakis és el professor de Max
- Max Pfeifer, Madeleine Greaves, Joshua Jay, i Ryan Corr són els amics de Claire's

Veus
- James Gandolfini és Carol
- Lauren Ambrose és K.W.
- Chris Cooper és Douglas
- Forest Whitaker és Ira
- Catherine O'Hara és Judith
- Paul Dano és Alexander
- Michael Berry Jr. és the Bull
- Spike Jonze és Bob i Terry